# بيا نيلسن
بيا نيلسن (بالدنماركية: Pia Nielsen)‏ هي لاعبة كرة الريشة دنماركية، ولدت في 1956.